# Melanospora brevirostris
Melanospora brevirostris är en svampart som först beskrevs av Karl Wilhelm Gottlieb Leopold Fuckel, och fick sitt nu gällande namn av Franz Xaver von Höhnel 1914. Melanospora brevirostris ingår i släktet Melanospora och familjen Ceratostomataceae.  Arten är reproducerande i Sverige. Inga underarter finns listade i Catalogue of Life.